# Wioślarstwo na Letnich Igrzyskach Olimpijskich 1920
Wioślarstwo na Letnich Igrzyskach Olimpijskich 1920 w Antwerpii rozgrywane było w dniach 27–29 sierpnia 1920 r.
Zawody odbyły się na kanale Bruksela-Skalda. Dwa złote medale zdobył John B. Kelly, który jako jedyny w historii wygrał na jednych igrzyskach zarówno wyścig jedynek, jak i dwójek. W finale pokonał on Jacka Beresforda, dla którego był to pierwszy z 5 medali olimpijskich, jakie zdobył w latach 1920–1936.

## Medaliści
| Konkurencja           | Złoto | Srebro | Brąz |
| Jedynka               | Stany Zjednoczone · John B. Kelly | Wielka Brytania · Jack Beresford | Nowa Zelandia · Darcy Hadfield |
| Dwójka podwójna       | Stany Zjednoczone · John B. Kelly · Paul Costello | Włochy · Erminio Dones · Pietro Annoni | Francja · Alfred Plé · Gaston Giran |
| Dwójka ze sternikiem  | Włochy · Ercole Olgeni · Giovanni Scatturin · Guido De Filip | Francja · Gabriel Poix · Maurice Bouton · Ernest Barberolle | Szwajcaria · Édouard Candeveau · Alfred Felber · Paul Piaget                                                                                            |
| Czwórka ze sternikiem | Szwajcaria · Willy Brüderlin · Max Rudolf · Paul Rudolf · Hans Walter · Paul Staub                                                                                    | Stany Zjednoczone · Kenneth Myers · Carl Klose · Franz Federschmidt · Erich Federschmidt · Sherman Clark                                                              | Norwegia · Birger Var · Theodor Klem · Henry Larsen · Per Gulbrandsen · Thoralf Hagen                                                                   |
| Ósemka                | Stany Zjednoczone · Virgil Jacomini · Edwin Graves · William Jordan · Edward Moore · Alden Sanborn · Donald Johnston · Vincent Gallagher · Clyde King · Sherman Clark | Wielka Brytania · Ewart Horsfall · Guy Oliver Nickalls · Richard Lucas · Walter James · John Campbell · Sebastian Earl · Ralph Shove · Sidney Swann · Robin Johnstone | Norwegia · Theodor Nag · Conrad Olsen · Adolf Nilsen · Håkon Ellingsen · Thore Michelsen · Arne Mortensen · Karl Nag · Tollef Tollefsen · Thoralf Hagen |

## Kraje uczestniczące
W zawodach wzięło udział 136 wioślarzy z 14 krajów:
| - Belgia (20) - Brazylia (5) - Czechosłowacja (15) - Dania (1) - Francja (14) - Holandia (12) - Kanada (5) - Nowa Zelandia (1) - Norwegia (13) - Stany Zjednoczone (15) - Szwajcaria (13) - Szwecja (6) - Wielka Brytania (10) - Włochy (6) |

## Klasyfikacja medalowa
| Lp. | Państwo           |   |   |   | Razem |
| --- | ----------------- | - | - | - | ----- |
| 1.  | Stany Zjednoczone | 3 | 1 | 0 | 4     |
| 2.  | Włochy            | 1 | 1 | 0 | 2     |
| 3.  | Szwajcaria        | 1 | 0 | 1 | 2     |
| 4.  | Wielka Brytania   | 0 | 2 | 0 | 2     |
| 5.  | Francja           | 0 | 1 | 1 | 2     |
| 6.  | Norwegia          | 0 | 0 | 2 | 2     |
| 7.  | Nowa Zelandia     | 0 | 0 | 1 | 1     |